# Neaira (hetaere)
Neaira (Gr. Νέαιρα) was een hetaere die leefde in de 4e eeuw v.Chr. in het Oude Griekenland. Ze was het voorwerp van verschillende opzienbarende rechtszaken. Door de schriftelijke weerklank daarvan zijn over geen enkele antieke sekswerker meer details bekend. Deze documentatie schetst ook een levendig beeld van de levensomstandheden van vrouwen in de oudheid.

## Leven

### Jonge jaren
Neaira moet geboren zijn omstreeks het jaar 400 v.Chr. Haar afkomst is onzeker. Misschien was ze een vondeling of kwam ze uit een Grieks randgebied zoals Thrakië. Waarschijnlijk rond haar tiende is ze als slavin gekocht door Nikarete, een bordeelwaardin uit Korinthe. Nikarete had een 'beter' etablissement in Korinthe, een stad die in de oudheid bekend was als een centrum van prostitutie. Neaira ging door voor een dochter van Nikarete, die haar "opleiding" tot prostituee verzorgde. Door verwantschap voor te wenden, probeerde Nikarete de prijs op te drijven, want voor de diensten van vrije vrouwen moesten klanten meer betalen.
Volgens de redenaar-politicus Apollodoros (die een uitsluitend negatief beeld van Neaira ophangt) begon ze zichzelf al voor haar puberteit te verkopen, wat er dus op neer zou komen dat Nikarete haar als kind tot prostitutie dwong. Haar training omvatte het omgaan met mannen, seksuele praktijken, persoonlijke hygiëne en schoonheidstips, maar ook  literatuur, kunst en muziek, want een hetaere werd verondersteld intellectueel stimulerend gezelschap te bieden op symposia. Andere Griekse vrouwen hadden in die tijd meestal geen toegang tot dergelijke culturele kennis.

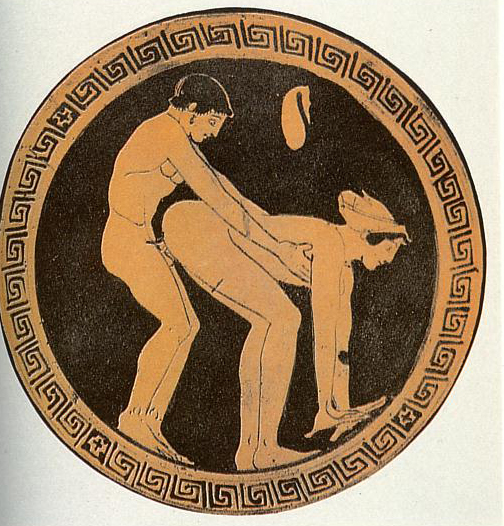
Een man en een hetaere (roodfigurige drinkschaal, ca. 480-470 v.Chr.)

Naast Neaira woonden in het bordeel van Nikarete nog zes andere bij naam gekende meisjes: Metaneira, Anteia, Stratola, Aristokleia, Fila en Isthmias. Ze waren waarschijnlijk allemaal prominent in hun tijd. Op naam van Anteia zijn toneelstukken bekend, en de dichter Filetairos noemde verschillende van hen in zijn drama De jageres. Vele van hun klanten behoorden tot de betere kringen, waaronder de dichter Xenokledes en de acteur Hipparchos.
Een vaste klant van Nikaretes bordeel, en in het bijzonder van Metaneira, was de redenaar Lysias. Om zijn geliefde ook te laten delen in zijn geld, dat anders alleen maar naar Nikarete ging, financierde hij in het midden van de jaren 380 haar reis naar Eleusis bij Athene, waarop Neaira hen vergezelde. Op zijn kosten maakte ze kennis met de mysteriecultus. Het was waarschijnlijk Neaira's eerste verblijf in de Attische metropool. 
In 378 v.Chr. was ze opnieuw in de stad, deze keer voor de Panathenaeën. Ze werd vergezeld door haar gewoonlijke minnaar Simos van Thessalië. Zoals hieruit blijkt, konden occasionele betrekkingen met klanten uitgroeien tot langdurige relaties. Door hun slavenstatus behoorden de hetaeren van Nikarete echter niet tot de hoogste klasse van prostituees.

### Tussen bordeel en vrijheid
De hoogste opbrengst putte Nikarete uit meisjes die tussen hun puberteit en begin de twintig waren. Vermoedelijk kwam het voor haar daarom niet ongelegen toen Timanoridas van Korinthe en Eucrates van Leukas in 376 v.Chr. aanboden Neaira over te kopen. Hoewel de transactie hen de aanzienlijke som van drieduizend drachmen kostte, zullen ze geredeneerd hebben dat het op langere termijn goedkoper was. Een vrouw als mede-eigendom van meerdere mannen was in de oudheid niet ongewoon, al leidde het vaak tot geschillen. Voor de eigenaars van Neaira was dat niet het geval.
Na ongeveer een jaar wilde een van hen (of zelfs allebei) trouwen. Het onderhouden van een hetaere was duur, dus moest er een uitweg worden gevonden. De drie kwamen overeen dat Neaira zich vrij kon kopen voor tweeduizend drachmen als ze Korinthe voorgoed zou verlaten. Met de hulp van eerdere klanten, vooral van een man genaamd Frynion, raakte ze aan het nodige geld. Ze ging met Frynion naar diens geboorteplaats Athene, waar het paar enige tijd samenwoonde. 
Frynion liet Neaira delen in zijn losbandige leven. Er wordt gezegd dat hij openbare omgang met haar had, wat zelfs in vrijzinnige kringen niet was toegestaan. Een feest bij de strateeg Chabrias, die in de nazomer van 374 v.Chr. zijn overwinning op de Pythische Spelen vierde, wordt tot in detail beschreven. Tijdens het feest zou Neaira zich bewusteloos hebben gedronken, zodat veel van de gasten en zelfs slaven haar seksueel misbruikten.
Ergens tussen de zomers van 373 en 372 v.Chr. pakte Neaira haar spullen en verliet ze Frynion. Er kan worden gespeculeerd dat hij haar slecht behandelde en dat ze enkele van zijn bezittingen meenam. Ze trok naar Megara, ook een centrum van prostitutie. Door de Boiotische oorlog bleven de klanten weg en had ze het financieel moeilijk. Ze droeg ook het onderhoud van haar twee slaven, Thratta en Kokkaline, die ze waarschijnlijk al had verworven tijdens haar leven met Frynion.

### Leven met Stefanos
Na de slag bij Leuktra in 371 v.Chr. verbleef de rijke Athener Stefanos in Megara in het huis van Neaira. Ze werden geliefden, waarbij niet kan worden uitgesloten dat de keuze van Neaira er vooral een was voor een veilig bestaan. Ze keerde ze met Stefanos terug naar Athene, blijkbaar gelovend dat hij haar ook kon beschermen tegen Frynion. Interessant is de bewering van Apollodoros dat ze drie eigen kinderen meenam naar Athene: twee zonen Proxenos en Ariston en een dochter Strybele, later Fano genoemd. Volgens Apollodoros was Fano ook al een hetaere geworden en bedreef ze dit beroep met haar moeder in Athene, wat weinig aannemelijk is.
Zodra Frynion hoorde van Neaira's aanwezigheid in Athene, liet hij haar ontvoeren uit het huis van Stefanos. Klaarblijkelijk wilde hij de rechten doen gelden die een meester over zijn slaaf had. Neaira zou niet zijn teruggekeerd als ze dat ook had geloofd, dus kwam het tot een proces. Frynion reageerde op de rechtszaak aangespannen door Stefanos met een tegenvordering. Tijdens het geschil kon Neaira terugkeren naar Stefanos, die met twee vrienden voor haar instond. De partijen kwamen overeen de zaak voor te leggen aan drie particuliere arbiters (diaitetai). 
De uitspraak stelde geen van beiden volledig in het gelijk. Er werd vastgesteld dat Neaira geen slaaf was maar een vrijgelatene. Ze moest echter alles wat ze uit het huishouden van Frynion had meegenomen teruggeven, behalve kleding, sieraden en haar zelfgekochte slaven. Bovendien moest ze voor beide mannen in gelijke mate beschikbaar zijn voor seks. De man met wie ze samenwoonde, moest voor haar levensonderhoud instaan. Hoe lang deze uitspraak werd nageleefd is onduidelijk, want vanaf dat moment wordt Frynion nooit meer genoemd in de bronnen.

### Zaken over Fano
Meer dan tien jaar na deze gebeurtenis trouwde Fano met een Athener genaamd Frastor. Na ongeveer een jaar, terwijl Fano zwanger was, scheidde Frastor van haar omdat hij er naar eigen zeggen achter was gekomen dat ze niet de dochter was van Stefanos' eerste vrouw, maar van Neaira. Huwelijken tussen Atheners en niet-Atheners waren niet toegestaan. De afwikkeling van de scheiding was complex. Omdat Frastor de bruidsschat van drieduizend drachmen niet wilde overhandigen, daagde Stefanos hem voor de rechter, waarop Frastor een tegeneis instelde voor het leveren van een niet-Atheense vrouw. Stefanos, die zijn burgerrechten riskeerde, trok daarop zijn vordering in en kort erna deed Frastor hetzelfde. Weinig later werd Frastor ernstig ziek. Ondanks alles wat er was gebeurd, zorgden Fano en Neaira voor hem, waarschijnlijk niet zonder bijbedoelingen. Bij testament erkende de zieke Frastor de zoon van Fano als zijn kind en wettig erfgenaam. 
Halverwege de jaren 350 v.Chr. verscheen Stefanos opnieuw voor de rechtbank, nadat hij zijn gast Epainetos van Andros betrapt had tijdens geslachtsverkeer met Fano. Als kyrios, hoofd van het huishouden, had Stefanos het recht om Epainetos te straffen en zelfs te doden. Hij liet hem opsluiten en vroeg een schadevergoeding van drieduizend drachmen. Epainetos ging akkoord en stelde twee borgen. Nauwelijks weer vrij, klaagde hij Stefanos aan. Hij beweerde dat hij was afgeperst en onterecht opgesloten: hij had geen overspel gepleegd, Fano was een prostituee en het huis van Stefanos een bordeel. Ze hadden met medeweten van Neaira een complot beraamd om hem geld af te persen. Hoewel Epainetos allicht geen getuigen kon opvoeren, was de reputatie van Neaira dermate slecht dat Stefanos moest vrezen voor de uitspraak. Opnieuw deed hij afstand van zijn recht en verloor hij dus de drieduizend drachmen schadevergoeding. In een arbitrageproces kreeg hij duizend drachmen toegekend. Kort erna kon Fano een tweede huwelijk afsluiten met een man van aanzien.

### Het proces
De rechtszaken van Stefanos hadden niet alleen betrekking op familieproblemen, maar ook op zijn politieke activiteiten. Zijn tegenstander Apollodoros, een van de rijkste Atheners van zijn tijd, leed tegen hem enkele pijnlijke nederlagen in de rechtbank. Tussen 343 en 340 v.Chr. probeerde Apollodoros terug te slaan. Hij liet Theomnestes voor zijn rekening een rechtszaak instellen tegen Neaira voor het aanmatigen van staatsburgerschap (xenias graphe). Volgens deze aanklacht was Neaira onwettig getrouwd met Stefanos en gingen hun kinderen onwettig door voor burgers van Athene. 
In zijn aanklacht schetste Apollodoros uitvoerig het levensverhaal van Neaira, dat hij als verdorven beschreef. Hij voerde aan dat het concubinaat van Stefanos met Neaira een verboden huwelijk was, omdat het Atheners niet was toegelaten te huwen met niet-Atheners of met prostituees. Ook probeerde hij te bewijzen dat alle kinderen van Stefanos Neaira als moeder hadden. 
Alleen de aanklacht is overgeleverd. Over de uitkomst van het proces is niets geweten, noch over het verdere lot van de protagonisten. Volgens de gebruiken van de Atheense mannenmaatschappij mocht Neaira niet eens als toeschouwer op het proces aanwezig zijn, hoewel een negatieve uitspraak haar opnieuw tot slaaf zou hebben gemaakt. Voor Stefanos stonden zijn eer, zijn burgerrechten, zijn eigendom en de status van zijn kinderen op het spel.

## Weerklank
Hoewel over geen enkele andere hetaere uit de oudheid zoveel informatie is overgeleverd, is Neaira minder befaamd dan bijvoorbeeld Thaïs of Fryne. De aanklacht uitgesproken door Theomnestes en Apollodoros is bewaard in een verzameling toespraken van Demosthenes, met wie Apollodoros politiek nauw verwant was. 
De ware persoonlijkheid van Neaira is uit de bronnen nauwelijks te reconstrueren. Ze was een speelbal voor verschillende belangen en de aanklacht had allerminst tot doel een objectief portret van haar neer te zetten. Hoewel we vermoedens kunnen hebben over haar eigen wensen, zorgen en behoeften, valt er niets met zekerheid te zeggen.
In haar boek Goddesses, Whores, Wives and Slaves (1975) nam Sarah B. Pomeroy de beweringen van Apollodoros over, bijvoorbeeld door Fano zonder meer te beschouwen als een dochter van Neaira die als hetaere drie kinderen grootbracht. Een meer kritische benadering werd gevolgd door Debra Hamel in haar monografie over Neaira (2003). 

## Antieke bronnen
- Athenaios 13.593 f.–594a
- Pseudo-Demosthenes or. 59

## Uitgaven
- Christopher Carey, Apollodoros against Neaira, 1992. ISBN 0856685259
- Konstantinos Kapparis, Apollodoros 'Against Neaira', 1999. ISBN 311016390X
- Kai Brodersen, Antiphon, Gegen die Stiefmutter, und Apollodoros, Gegen Neaira (Demosthenes 59). Frauen vor Gericht, 2004. ISBN 3534179978